# Jorge Murrugarra
Jorge Murrugarra (Lima, 22 de marzo de 1997) es un futbolista peruano. Juega de centrocampista y su equipo actual es el Club Universitario de Deportes de la Primera División del Perú.

## Trayectoria
Murrugarra inició su carrera como futbolista en el Club Deportivo Juventud Progreso jugando la Liga Distrital de la Copa Perú desde 2012 hasta 2014. Luego pasó a Sporting Cristal para disputar el Torneo de Promoción y Reservas 2015. Sin embargo, no pudo debutar en el equipo principal.
En 2016 fue fichado por Deportivo Coopsol de la Segunda División del Perú, proveniente del equipo de reservas del Sporting Cristal. Es así que debutó en el fútbol profesional el 14 de agosto de 2016 con camiseta del submarino amarillo, jugando de titular en el empate 1-1 ante Alianza Universidad de Huánuco. Por ese entonces, Murrugarra, de 19 años, acumuló 12 partidos en total en su primera temporada como profesional. Para la temporada 2017, pasó a reforzar las filas de la Universidad Técnica de Cajamarca, de la Primera División del Perú, debutando con este equipo el 26 de mayo de 2017 en la goleada por 3-0 sobre Juan Aurich, ingresando al minuto 61 en reemplazo de Benjamín Ubierna.
Desde entonces terminó siendo un jugador habitual en la primera línea de volantes del cuadro cajamarquino. Terminó el año con 25 partidos, sumando en la bolsa de minutos. Fue considerado el jugador revelación de UTC. Además, logró clasificar a la Copa Sudamericana 2018, jugando contra Rampla Juniors. Aquel 2018 fue titular indiscutible en la primera línea de volantes junto a Benjamín Ubierna. Jugando un total de 32 partidos. En enero de 2019 renovó contrato con UTC por una temporada más. Jugó la Copa Sudamericana 2019 enfrentando a Club Atlético Cerro, siendo eliminado en primera ronda.
El 5 de diciembre de 2019 pasó a las filas de Ayacucho Fútbol Club para afrontar la temporada 2020, por pedido expreso de Gerardo Ameli quien lo conocía desde UTC. Debutó el 7 de febrero de 2020 en el triunfo por 2-1 sobre Sport Boys, tras sustituir al minuto 71 a Luis Álvarez. Fue parte del histórico campeonato del Torneo Clausura logrado por Ayacucho, ganándole la final del Torneo Clausura a Sporting Cristal. Jugó un total de 23 partidos y logró dar 2 asistencias.
Luego de realizar una gran temporada en el elenco ayacuchano, fue seguido por el comando técnico de Ángel Comizzo. El 4 de enero de 2021 fue anunciado como nuevo jugador de Universitario de Deportes, firmando por un año y medio, hasta el 30 de junio de 2022 para afrontar la Liga 1 2021 y la Copa Libertadores 2021. Su debut con el club crema fue en la primera fecha frente a Melgar en el empate 1-1. Tuvo un año bastante regular, siendo una de las piezas fundamentales del club merengue, además logró clasificar a la Copa Libertadores 2022. Jugó el partido de ida por la Copa Libertadores 2022 frente a Barcelona, quedando su club eliminado en la segunda ronda por un global de 3-0. A mediados de año, renovó su contrato hasta finales del 2022. En la temporada 2023 salió campeón nacional al vencer en la final a Alianza Lima, obteniendo su primer título nacional. A mitad de 2024 renovó su contrato hasta finales de 2026. A final de año saldría bicampeón nacional, teniendo una temporada aceptable.

## Selección nacional
Ha sido internacional con la selección de fútbol del Perú en la categoría sub-23, con la cual disputó el Torneo Preolímpico Sudamericano Sub-23 de 2020 realizado en Colombia. En 2021, Ricardo Gareca lo incluyó en la nómina preliminar para la Copa América 2021, aunque finalmente no estuvo en la competición. Con la selección absoluta ha sido internacional en 1 ocasión. Su debut se produjo el 15 de octubre de 2024 en un encuentro ante la selección de Brasil que finalizó con marcador de 4-0 a favor de los brasileños.

## Estadísticas

### Clubes
| Club                              | Temporada           | Liga | Liga | Copas Nacionales * | Copas Nacionales * | Copas Internacionales ** | Copas Internacionales ** | Total | Total |
| Club                              | Temporada           | PJ   | G    | PJ                 | G                  | PJ                       | G                        | PJ    | G     |
| --------------------------------- | ------------------- | ---- | ---- | ------------------ | ------------------ | ------------------------ | ------------------------ | ----- | ----- |
| Deportivo Coopsol · Perú          | 2016                | 11   | 0    | 0                  | 0                  | 0                        | 0                        | 11    | 0     |
| Deportivo Coopsol · Perú          | Total               | 11   | 0    | 0                  | 0                  | 0                        | 0                        | 11    | 0     |
| Univ. Técnica de Cajamarca · Perú | 2017                | 25   | 0    | 0                  | 0                  | 0                        | 0                        | 25    | 0     |
| Univ. Técnica de Cajamarca · Perú | 2018                | 33   | 0    | 0                  | 0                  | 1                        | 0                        | 34    | 0     |
| Univ. Técnica de Cajamarca · Perú | 2019                | 23   | 0    | 2                  | 0                  | 0                        | 0                        | 25    | 0     |
| Univ. Técnica de Cajamarca · Perú | Total               | 81   | 0    | 2                  | 0                  | 1                        | 0                        | 84    | 0     |
| Ayacucho F. C. · Perú             | 2020                | 27   | 0    | 0                  | 0                  | 0                        | 0                        | 27    | 0     |
| Ayacucho F. C. · Perú             | Total               | 27   | 0    | 0                  | 0                  | 0                        | 0                        | 27    | 0     |
| Universitario de Deportes · Perú  | 2021                | 19   | 0    | 0                  | 0                  | 5                        | 0                        | 24    | 0     |
| Universitario de Deportes · Perú  | 2022                | 22   | 0    | 0                  | 0                  | 1                        | 0                        | 23    | 0     |
| Universitario de Deportes · Perú  | 2023                | 22   | 0    | 0                  | 0                  | 5                        | 0                        | 27    | 0     |
| Universitario de Deportes · Perú  | 2024                | 23   | 0    | 0                  | 0                  | 6                        | 0                        | 29    | 0     |
| Universitario de Deportes · Perú  | 2025                | 16   | 0    | 0                  | 0                  | 7                        | 0                        | 23    | 0     |
| Universitario de Deportes · Perú  | Total               | 102  | 0    | 0                  | 0                  | 24                       | 0                        | 126   | 0     |
| Total en su carrera               | Total en su carrera | 221  | 0    | 2                  | 0                  | 25                       | 0                        | 248   | 0     |

- (*) Copa Bicentenario.
- (**) Copa Sudamericana y Copa Libertadores de América.

### Selección nacional
| \| Fecha \| Ciudad \| Local \| Resultado \| Visitante \| Competencia \| Goles \| \| ---------- \| -------- \| ---------- \| --------- \| --------- \| -------------------------- \| ----- \| \| 15-10-2024 \| Brasilia \| Brasil \| 4:0 \| Perú \| Clasificación Mundial 2026 \| 0 \| \| Total \| \| Presencias \| 1 \| \| Goles \| 0 \| |          |            |           |           |                            |       |
| Fecha | Ciudad   | Local      | Resultado | Visitante | Competencia                | Goles |
| 15-10-2024 | Brasilia | Brasil     | 4:0       | Perú      | Clasificación Mundial 2026 | 0     |
| Total |          | Presencias | 1         |           | Goles                      | 0     |

### Resumen estadístico
| Competición           | Encuentros | Goles | Promedio |
| --------------------- | ---------- | ----- | -------- |
| Liga                  | 221        | 0     | 0,00     |
| Copas nacionales      | 2          | 0     | 0,00     |
| Copas internacionales | 25         | 0     | 0,00     |
| Selección del Perú    | 1          | 0     | 0,00     |
| Total                 | 249        | 0     | 0,00     |

## Palmarés

### Títulos nacionales
| Título                    | Club                      | País | Año  |
| ------------------------- | ------------------------- | ---- | ---- |
| Torneo Clausura           | Ayacucho F. C.            | Perú | 2020 |
| Torneo Clausura           | Universitario de Deportes | Perú | 2023 |
| Primera División del Perú | Universitario de Deportes | Perú | 2023 |
| Torneo Apertura           | Universitario de Deportes | Perú | 2024 |
| Torneo Clausura           | Universitario de Deportes | Perú | 2024 |
| Primera División del Perú | Universitario de Deportes | Perú | 2024 |
| Torneo Apertura           | Universitario de Deportes | Perú | 2025 |